# Księżne Asturii
Księżne Asturii
Obecną Księżną Asturii jest Eleonora Burbon, jednak ten tytuł posiada jako następczyni tronu Królestwa Hiszpanii, a nie jako małżonka Księcia Asturii.
| #  | Imię | Wizerunek                          | Urodzona                                      | Zmarła                               | Czas rządów      | Rodzice |
| -- | ---- | ---------------------------------- | --------------------------------------------- | ------------------------------------ | ---------------- | --- |
| 1  |      | Katarzyna Lancaster                | 1372/1373 Hertford                            | 2 czerwca 1418 Valladolid            | 1388-1390        | Jan z Gandawy (1340-1399), 1 książę Lancaster Konstancja (1354-1394), c. Piotra I Okrutnego, króla Kastylii                                                |
| 2  |      | Blanka II z Nawarry                | 1424                                          | 1464                                 | 1440-1453        | Jan II (1397-1479), król Aragonii Blanka I z Nawarry (1385-1441), c. Karola III Szlachetnego, króla Nawarry                                                |
| 3  |      | Joanna la Beltraneja               | 28 lutego 1462 Madryt                         | 1530 Lizbona                         | 1462-1464        | Henryk IV Bezsilny (1425-1474), król Kastylii Joanna (1439-1475), c. Edwarda I, króla Portugalii                                                           |
| 4  |      | Izabela Katolicka                  | 22 kwietnia 1451 Madrigal de las Altas Torres | 26 listopada 1504 Medina del Campo   | 1468-1474        | Jan II (1405-1454), król Kastylii Izabela d'Aviz (1428-1469), c. Jana, księcia Aveiro                                                                      |
| 5  |      | Małgorzata Austriacka              | 10 stycznia 1480                              | 1 grudnia 1530 Mechelen              | 1497             | Maksymilian I Habsburg (1459-1519), cesarz rzymski Maria (1457-1482), c. Karola I Zuchwałego, księcia Burgundii                                            |
| 6  |      | Izabela z Asturii                  | 2 października 1470 Palencia                  | 28 sierpnia 1498 Saragossa           | 1497-1498        | Ferdynand II Katolicki (1452-1516), król Aragonii Izabela I Katolicka (1451-1504), c. Jana II, króla Kastylii                                              |
| 7  |      | Joanna Szalona                     | 6 listopada 1479 Toledo                       | 12 kwietnia 1555 Tordesillas         | 1502-1504        | Ferdynand II Katolicki (1452-1516), król Aragonii Izabela I Katolicka (1451-1504), c. Jana II, króla Kastylii                                              |
| 8  |      | Maria Manuela Portugalska          | 15 października 1527 Coimbra                  | 12 sierpnia 1545 Valladolid          | 1543 – 1545      | Jan III Pobożny (1502–1557), król Portugalii Katarzyna Austriacka (1507–1578), c. Filipa I Pięknego, króla Kastylii                                        |
| 9  |      | Maria Tudor                        | 18 lutego 1516 Greenwich                      | 17 listopada 1558 St. James’s Palace | 1554-1556        | Henryk VIII Tudor (1491-1547), król Anglii Katarzyna (1485-1536), c. Ferdynanda II Katolickiego, króla Aragonii i Izabeli I Katolickiej, królowej Kastylii |
| 10 |      | Elżbieta de Burbon                 | 22 listopada 1603 Fontainebleau               | 6 października 1644 Madryt           | 1615-1621        | Henryk IV Wielki (1553-1610), król Francji Maria Medycejska (1573-1642), c. Franciszka I Medyceusza, wielkiego księcia Toskanii                            |
| 11 |      | Ludwika Elżbieta Orleańska         | 9 grudnia 1709 Wersal                         | 16 czerwca 1742 Paryż                | 1722-1724        | Filip II (1674-1723), książę Orleanu Franciszka Maria de Bourbon-Blois (1677-1749), naturalna córka Ludwika XIV, króla Francji                             |
| 12 |      | Maria Barbara Portugalska          | 4 grudnia 1711 Lizbona                        | 27 sierpnia 1758 Madryt              | 1729-1746        | Jan V Wspaniałomyślny (1689–1750), król Portugalii Maria Anna Austriaczka (1683-1754), c. Leopolda I Habsburga, cesarza rzymskiego                         |
| 13 |      | Maria Ludwika Parmeńska            | 9 grudnia 1751 Parma                          | 2 stycznia 1819 Rzym                 | 1765-1788        | Filip Burbon (1720-1765), książę Parmy Elżbieta Burbon (1727-1759), c. Ludwika XV, króla Francji                                                           |
| 14 |      | Maria Antonietta Sycylijska        | 14 grudnia 1784 Neapol                        | 21 stycznia 1806 Aranjuez            | 1802-1806        | Ferdynand I Burbon (1751-1825), król Obojga Sycylii Maria Karolina Austriacka, c. Franciszka I, cesarza rzymskiego                                         |
| 15 |      | Izabela II Burbon                  | 10 października 1830 Madryt                   | 10 kwietnia 1904 Paryż               | 1830-1833        | Ferdynand VII Burbon (1784-1833), król Hiszpanii Maria Krystyna Burbon (1806-1878), c. Franciszka I, króla Obojga Sycylii                                  |
| 16 |      | Izabela Burbon                     | 20 grudnia 1851 Madryt                        | 23 kwietnia 1931 Paryż               | 1851-1857        | Franciszek de Asis (1822-1902), książę Kadyksu Izabela II Burbon (1830-1904), królowa Hiszpanii, c. Ferdynanda VII, króla Hiszpanii                        |
| 17 |      | Izabela Burbon                     | 20 grudnia 1851 Madryt                        | 23 kwietnia 1931 Paryż               | 1875-1880        | Franciszek de Asis (1822-1902), książę Kadyksu Izabela II Burbon (1830-1904), królowa Hiszpanii, c. Ferdynanda VII, króla Hiszpanii                        |
| 18 |      | Maria de las Mercedes Burbon       | 11 września 1880 Madryt                       | 17 października 1904                 | 1880-1904        | Alfons XII (1857-1885), król Hiszpanii Maria Krystyna Habsburg (1858-1929), c. arcyksięcia Karola Ferdynanda                                               |
| 19 |      | Letycja Ortiz Rocasolano           | 15 września 1972 Oviedo                       |                                      | 2004-2014        | Jesus Ortiz Alvarez, dziennikarz Paloma Rocasolano Rodriguez                                                                                               |
| 20 |      | Eleonora Burbon, następczyni tronu | 31 października 2005 Madryt                   |                                      | 19 czerwca 2014- | Filip VI Burbon Letycja Ortiz Rocasolano |